# Єва Сапі
Єва Сапі (англ. Eva Sapi, угор. Sápi Éva) — американський біолог. Дослідниця хвороби Лайма. Доктор філософії (Ph.D.), професор клітинної та молекулярної біології, завідувачка кафедри біології та науки про навколишнє середовище коледжу мистецтв та наук Університету Нью-Гейвена, в якому працює з 2001 року.
Спершу вона займалася там дослідженнями раку яєчників, а до того цим же — в Єльському університеті.
Виросла в Угорщині. Закінчила Будапештський університет зі ступенями магістра (1987) та доктора філософії (1995) генетики та молекулярної біології. У США вона спочатку приїхала для постдокторської підготовки з молекулярної біології у школі медицини Єльського університету.
Викладає біологію і керує дослідженнями хвороби Лайма, до яких перейшла перенесши це захворювання (яке у неї збереглося в хронічній формі, однак зараз вона в ремісії). Її дослідницька група прагне знайти нові антибактеріальні засоби, ефективні для знищення всіх форм бактерій-збудників хвороби. Сапі відзначала, що це є і її особистою метою. Можна відзначити, що їх робота ведеться не на державне фінансування, а в значній мірі завдяки приватним пожертвам. Сапі також співпрацювала з фармацевтичною дослідницькою компанією «Curza» (зі штату Юта), проводячи клінічні випробування розробленого ними антибіотика.
Упорядниця національних симпозіумів з хвороби Лайма в Університеті Нью-Гейвена у 2006—2011 роках.
Підтримку Сапі висловлював один з провідних світових експертів з питань діагностики та лікування хвороби Лайма та пов'язаних з нею захворювань американський медик Дж. Бурраскано (Joseph Burrascano).